# William Andleby
William Andleby (Anlaby) né à Etton dans le East Riding en 1552 et mort martyr à York le 4 juillet 1597 est un prêtre catholique anglais sous le règne d'Élizabeth Ire.

## Biographie
Nous connaissons peu de choses sur la vie de William Andleby si ce n'est qu'il fait partie de la petite noblesse anglaise, est éduqué à l'Université de Cambridge, qu'il s'est engagé dans l'armée et qu'il s'est converti à la foi catholique. Parti combattre les Espagnols aux Pays-Bas il croise sur sa route dans des circonstances peu précises le cardinal William Allen alors exilé à Douai d'où il dirige le collège anglais de Douai, collège où sont formés les futurs prêtres catholiques anglais. Peut-être caressait-il déjà le désir de se faire catholique et prêtre. Accueilli dans l'Église catholique par ce dernier il est admis au collège et est ordonné prêtre en 1577 le même jour que Ralph Sherwin.
En avril 1578 il est de retour en Angleterre. Habillé en civil il parcourt sa région natale à pied et s'attache en particulier à rencontrer les plus pauvres. Il finit par s'associer à un autre prêtre William Atkinson. Ensemble ils partent à la rencontre des catholiques de Richmond, de York, de Howden, Hemingbrough et de Hull. On sait qu'il a exercé son ministère dans le Lincolnshire auprès de Robert Tyrwhitt , membre du parlement et qu'il réconcilia avec l'Église catholique, ainsi qu'auprès des prisonniers catholiques enfermés dans la place forte de Kingston-upon-Hull.
Il est arrêté en 1597. Condamné à mort pour être un prêtre catholique il est exécuté le 4 juillet de cette année. L'accompagnent sur la potence Henri Abbot, Thomas Warcop et Edward Fulthrop trois laïcs.

## Edward Fulthrop
Nous connaissons peu de choses sur la vie de Edward Fulthrop. Il est originaire du Yorkshire. Les raisons de sa conversion au catholicisme nous sont aussi inconnues. Arrêté probablement suite à dénonciation ou pour avoir assisté à une messe catholique il est jugé. Lors de son procès il refuse d'abjurer. Il est alors condamné à mort et exécuté le 4 juillet 1597,.

## Thomas Warcop
Là encore nous ne savons que peu de choses sur la vie de Thomas Warcop. Nous ne savons pas si sa famille était restée fidèle à l'Église Catholique ou bien s'il est un converti. Catholique convaincu il fait partie du réseau de laïcs qui vient en aide aux prêtres persécutés. Il est arrêté - probablement dénoncé - alors qu'il cache chez lui William Andleby. Il est condamné à mort et exécuté le 4 juillet 1597.

## Vénération
Reconnus comme martyrs catholiques, William Andleby, Edward Fulthrop, Thomas Warcop avec Henri Abbot furent béatifié en 15 décembre 1929 par le pape Pie XI. Vénérés par l'Église catholique ils sont fêtés le 4 juillet et sont comptés dans la liste des Cent sept martyrs d'Angleterre et du pays de Galles.

## Voir également